# Anthophora abramowi
Anthophora abramowi är en biart som beskrevs av Fedtschenko 1875. Anthophora abramowi ingår i släktet pälsbin, och familjen långtungebin. Inga underarter finns listade i Catalogue of Life.